# Unsolved
Unsolved (Temp. 1: The Murders of Tupac and the Notorious B.I.G.) es una serie de televisión de drama. La serie fue ordenada el 12 de mayo de 2017.

## Personajes
- Wavyy Jonez como Biggie Smalls[2]
- Marcc Rose como Tupac Shakur[2]
- Josh Duhamel como el detective Greg Kading[3]
- Jimmi Simpson como el detective Russell Poole[3]
- Bokeem Woodbine como el oficial Daryn Dupree[3]
- Jamie McShane como el detective Fred Miller[4]
- Brent Sexton como el detective Brian Tyndall[4]
- Luke James como Sean “Puffy” Combs[5]
- Aisha Hinds como Voletta Wallace[5]
- LeToya Luckett como Sharitha Golden[5]